# Van Gogh Museum

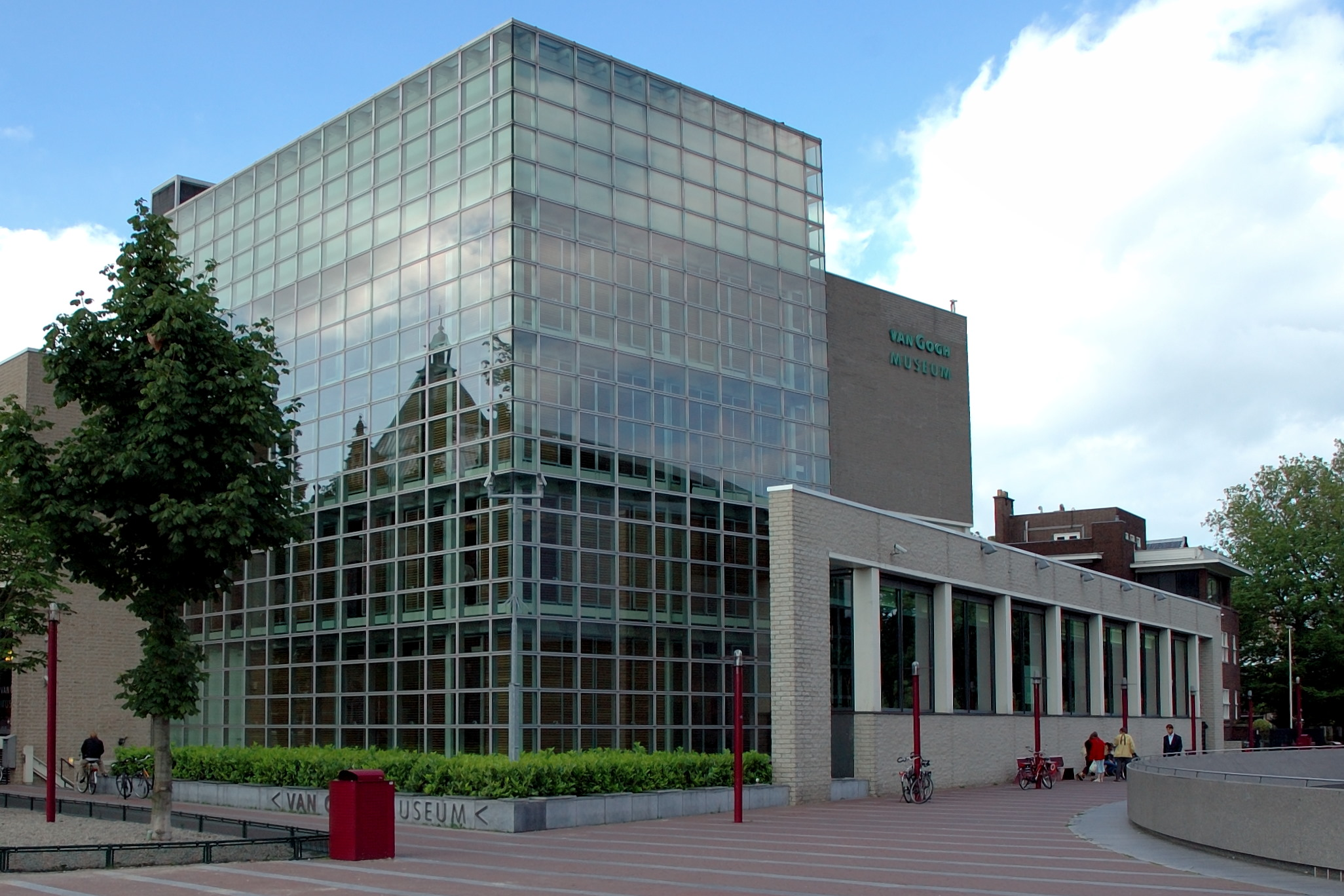
Hauptgebäude des Museums

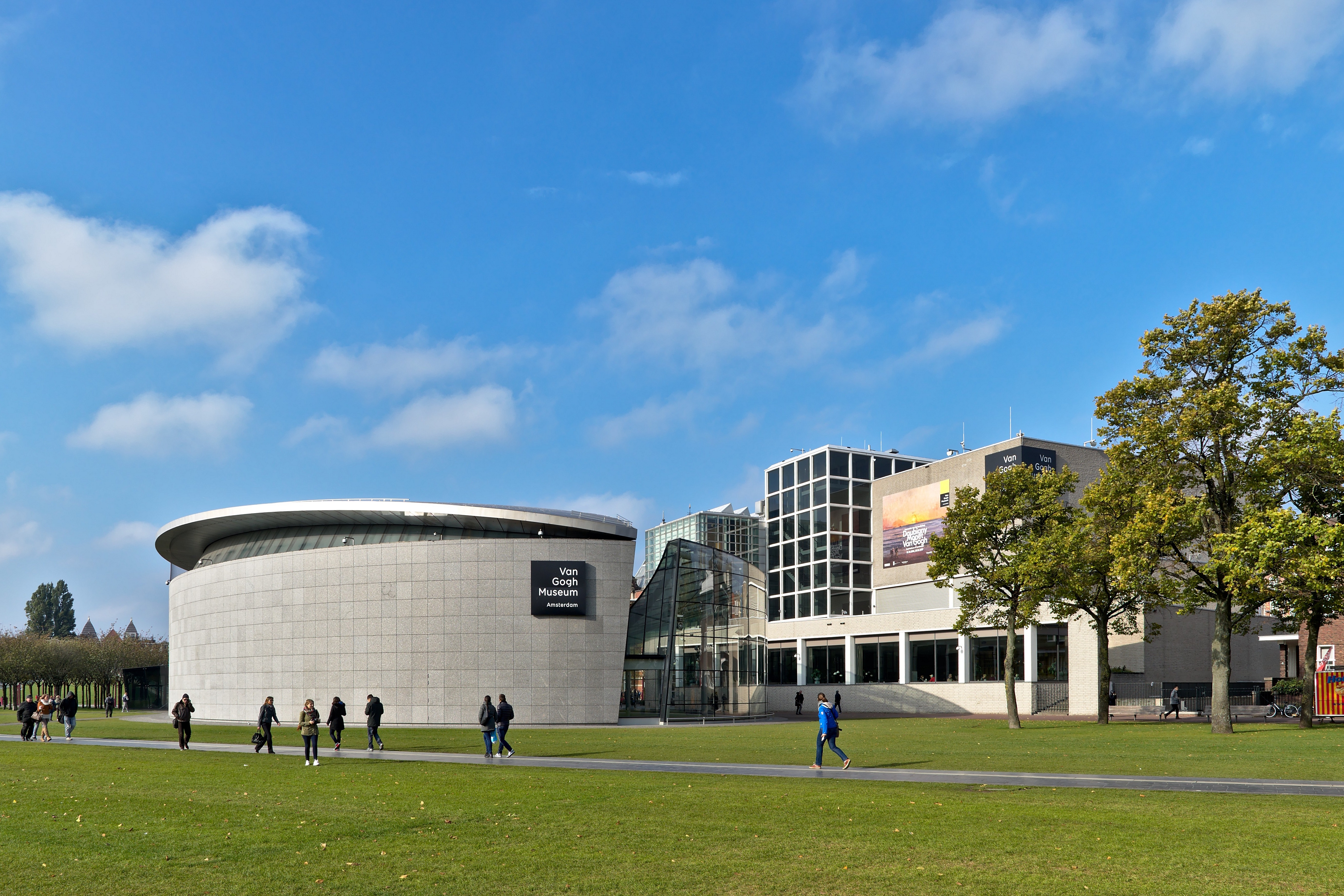
Ergänzungsbau des japanischen Architekten Kishō Kurokawa (links)

Das Van Gogh Museum ist ein Kunstmuseum am Museumplein im Amsterdamer Stadtteil Oud-Zuid, Stadtbezirk Amsterdam-Zuid, das am 2. Juni 1973 eröffnet wurde. Es beherbergt die größte Sammlung mit Werken des niederländischen Malers Vincent van Gogh. Seit dem 1. Mai 2013 ist das Museum nach Umbau und einem vorübergehenden Umzug in ein anderes Gebäude wieder zugänglich. 2016 hatte das Haus 2.076.526 Besucher und gehört damit zu den meistbesuchten Kunstmuseen der Welt.

## Geschichte

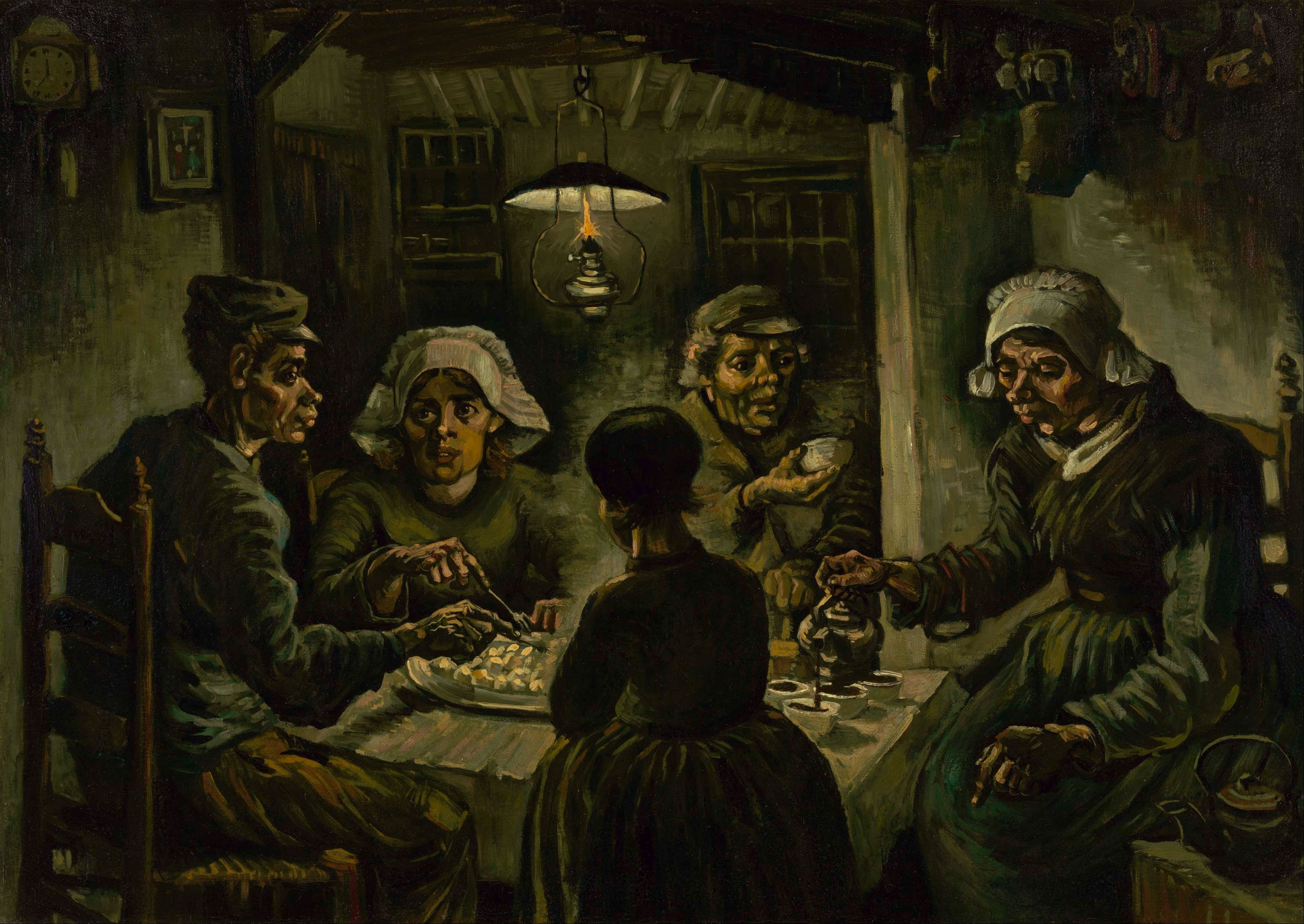
Vincent van Gogh: Die Kartoffelesser

Als van Gogh 1890 mit 37 Jahren starb, hinterließ er mit etwa 900 Gemälden und 1.100 Zeichnungen ein umfangreiches Werk. Hiervon hatte er nur wenig verkauft und einige Arbeiten an Freunde verschenkt. Seinen Nachlass erbte sein jüngerer Bruder, der Kunsthändler Theo van Gogh. Dieser hatte neben den Werken von Vincent auch Arbeiten von Künstlern wie Paul Gauguin, Henri de Toulouse-Lautrec, Léon Lhermitte und Jean-François Millet gesammelt. Nachdem Theo bereits ein Jahr nach seinem Bruder verstarb, verwaltete seine Witwe Johanna van Gogh-Bonger das Erbe. Sie kehrte in die Niederlande zurück und organisierte erste Ausstellungen mit Werken Vincent van Goghs und trug wesentlich dazu bei, den Künstler einer größeren Öffentlichkeit bekannt zu machen. 1905 fand die erste große Ausstellung im Stedelijk Museum in Amsterdam statt, während sich das Rijksmuseum geweigert hatte, Leihgaben mit van Goghs Werken anzunehmen. Da van Gogh häufig mehrere Versionen des gleichen Themas gemalt hatte, konnte Johanna van Gogh einzelne Bilder der Sammlung verkaufen, ohne den Gesamteindruck wesentlich zu schmälern. Sie war es auch, die frühzeitig die Veröffentlichung der Briefe Vincent van Goghs in mehreren Sprachen vorantrieb. Nach ihrem Tod 1925 erbte ihr Sohn, der Ingenieur Vincent Willem van Gogh (1890–1978) die Sammlung. Er stellte verschiedenen Museen Werke als Leihgabe zur Verfügung, bevor er 1960 die Vincent van Gogh Stiftung gründete und ihr die Sammlung übergab. Zunächst gelangten die Bilder als Dauerausstellung ins Amsterdamer Stedelijk Museum, bevor 1973 das Van Gogh Museum eröffnet werden konnte.
1991 war das Van Gogh Museum Schauplatz eines aufsehenerregenden Kunstraubs, bei dem 20 Gemälde im Wert von mehreren Hundert Millionen Euro entwendet wurden. Dank einer Reifenpanne des Fluchtfahrzeugs konnten die Gemälde aber kurz nach der Entdeckung des Raubs von der Polizei sichergestellt werden. 2002 wurden bei einem Einbruch die Van-Gogh-Gemälde Stürmische See bei Scheveningen und Die Reformierte Kirche in Nuenen gestohlen, sie wurden 2016 wieder aufgefunden. Die im Haus eines neapolitanischen Drogenbarons sichergestellten Malereien konnten erst mit Zustimmung der Italienischen Justiz im Januar 2017 nach Amsterdam zurückkehren.

## Gebäude

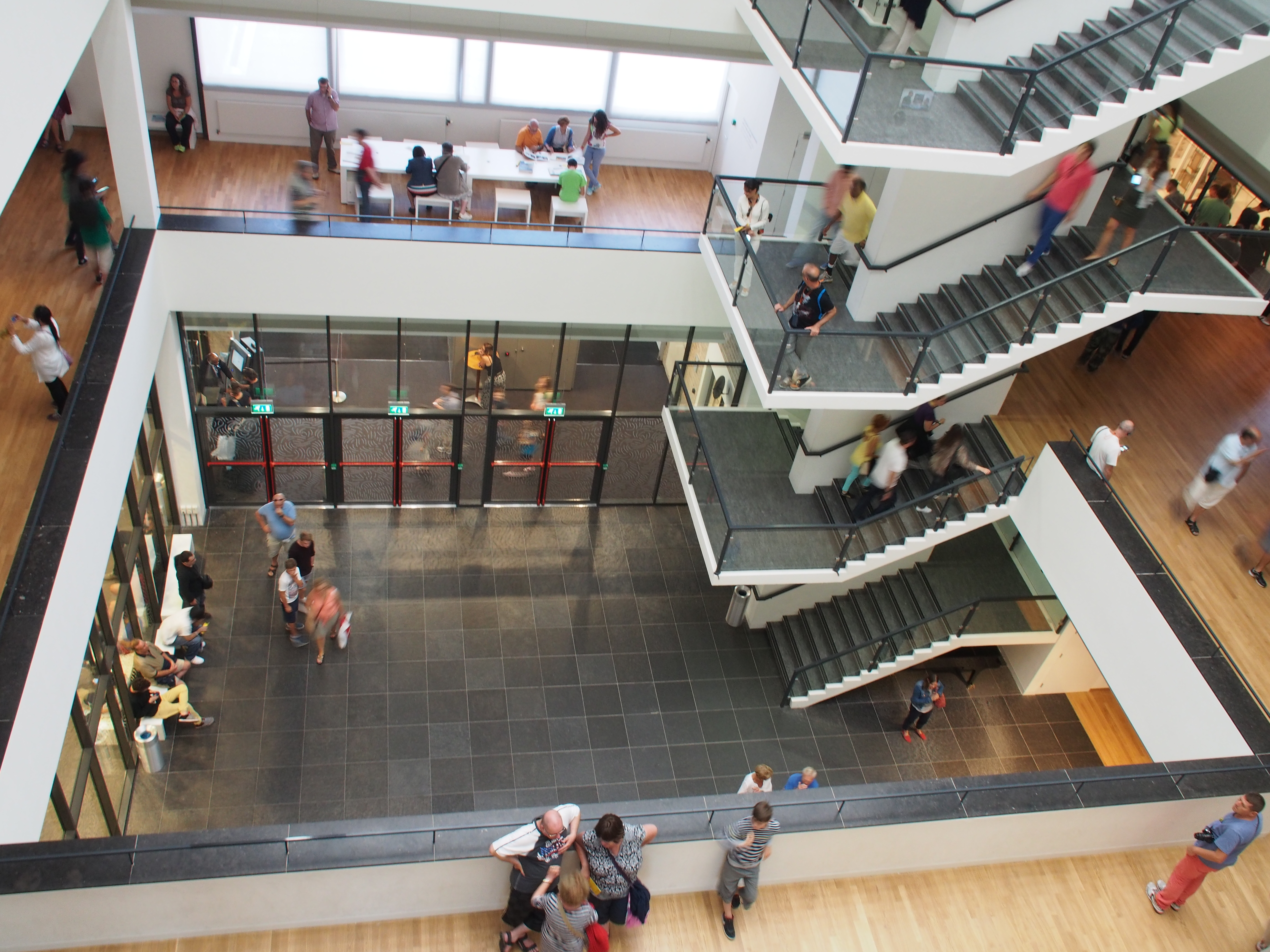
Treppenhaus im Museum

Das Museum besteht aus zwei Gebäuden. Der ursprüngliche Bau geht auf einen Entwurf von Gerrit Rietveld zurück. Nach seinem Tod im Jahr 1964 wurde der Bau von seinen Partnern J. van Dillen und J. van Tricht fortgeführt und nach Fertigstellung am 2. Juni 1973 eingeweiht. In diesem Gebäude ist heute die ständige Sammlung untergebracht. 1999 wurde ein Ergänzungsbau für Sonderausstellungen eingeweiht, der vom japanischen Architekten Kishō Kurokawa in Form einer Ellipse entworfen wurde. 2015 wurde der Ausstellungsbau durch einen neuen, großflächig verglasten Eingangsbereich ergänzt, dessen Entwurf ebenfalls aus dem Büro des 2007 verstorbenen Kurokawa stammt.
Beide Gebäude sind durch einen unterirdischen Übergang miteinander verbunden.

## Sammlung

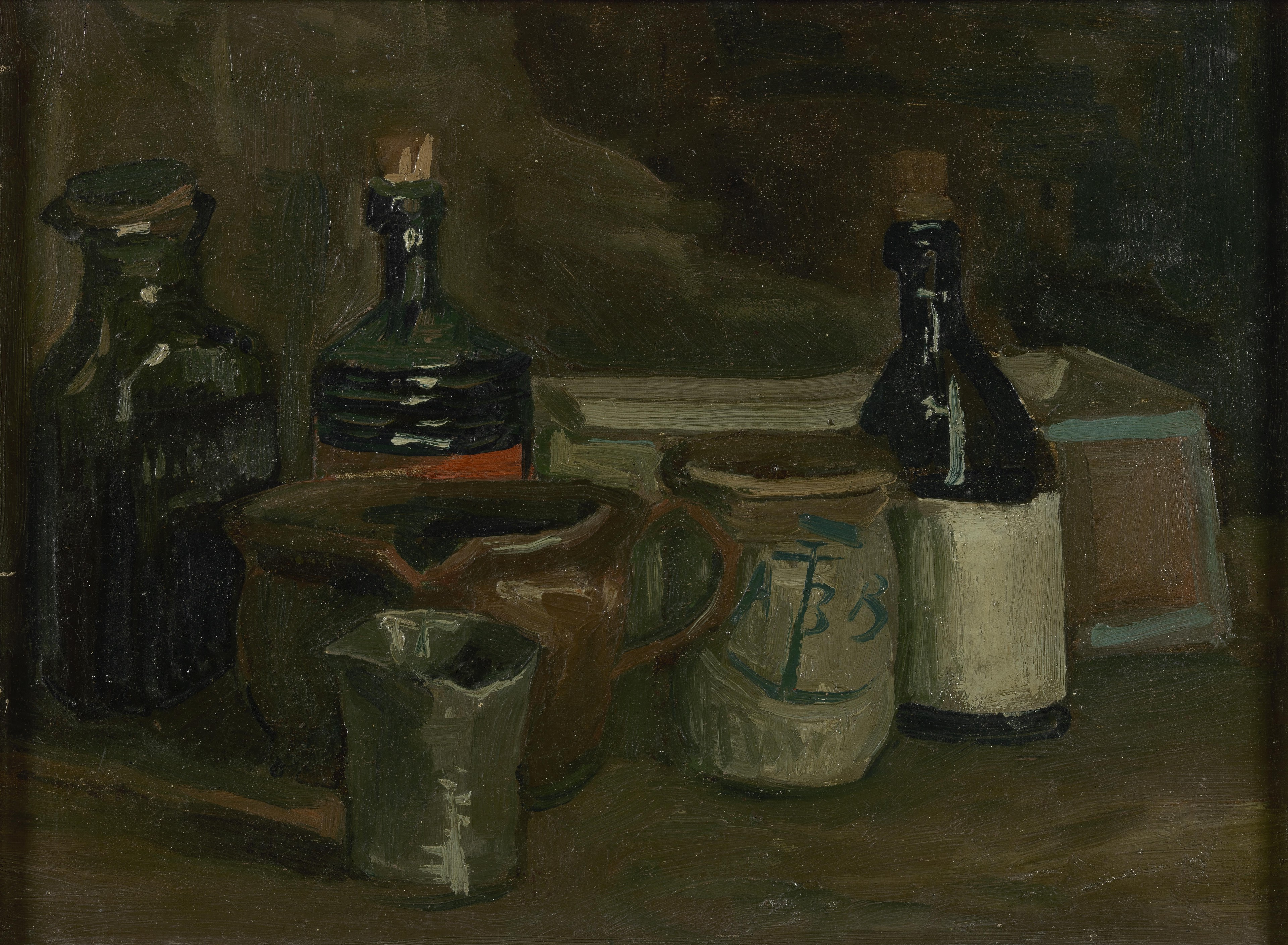
Das Museum stellt viele seiner Exponate auch online zum Download zur Verfügung.

Das Museum besitzt über 200 Gemälde Vincent van Goghs aus allen Schaffensperioden und 400 seiner Zeichnungen. Zu den ausgestellten Hauptwerken gehören Die Kartoffelesser, Das Schlafzimmer in Arles und eine Version der Sonnenblumen. Außerdem bewahrt das Museum den Großteil der Briefe Vincent van Goghs auf. Auch findet sich in der Sammlung die Suizidwaffe van Goghs, eine verrostete Lefaucheux à broche. Die von Theo van Gogh begonnene Sammlung mit Werken anderer Künstler des 19. Jahrhunderts wurde mit Stiftungsgeldern kontinuierlich ausgebaut, sodass das Museum heute auch Werke von Alma-Tadema, Bernard, Boulanger, Breton, Caillebotte, Courbet, Couture, Daubigny, Denis, Gauguin, Israëls, Jongkind, Manet, Mauve, Millet, Monet, Munch, Pissarro, Puvis de Chavannes, Redon, Seurat, Signac, Toulouse-Lautrec, van Dongen und von Stuck besitzt.

## Ausgestellte Werke (Auswahl)

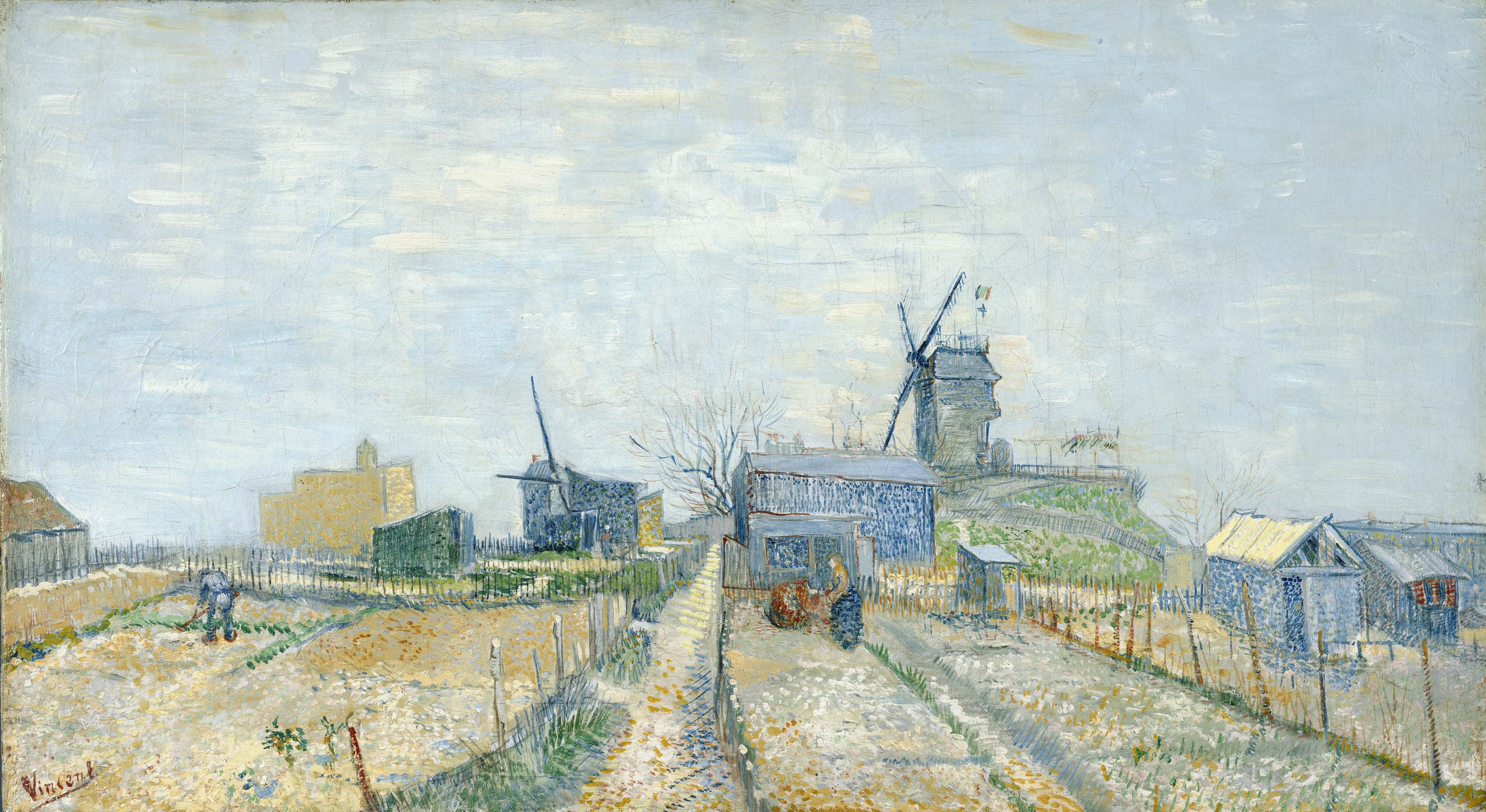
Vincent van Gogh: Gemüsegärten auf dem Montmartre
Vincent van Gogh: Vincents Schlafzimmer
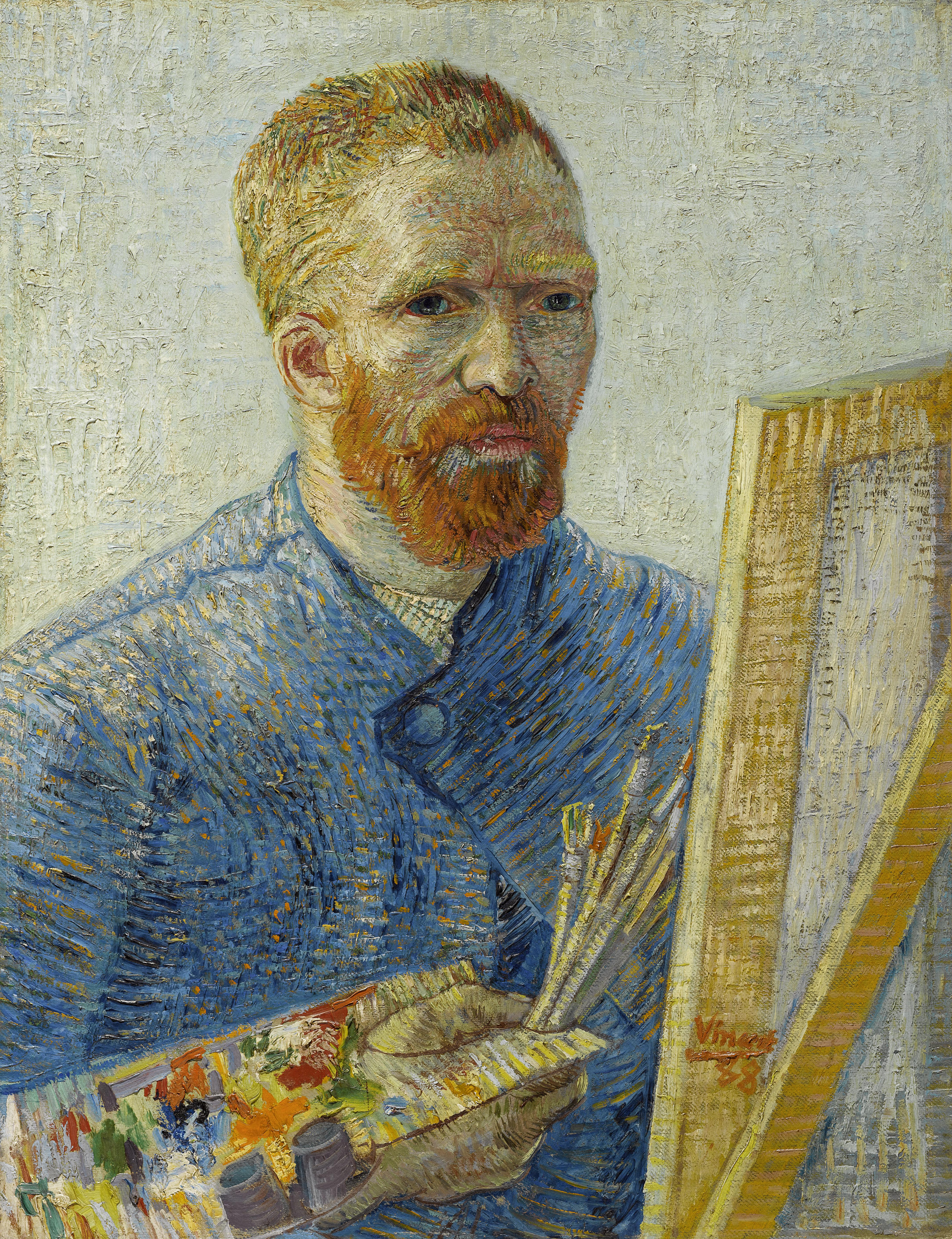
Vincent van Gogh: Selbstporträt vor Staffelei
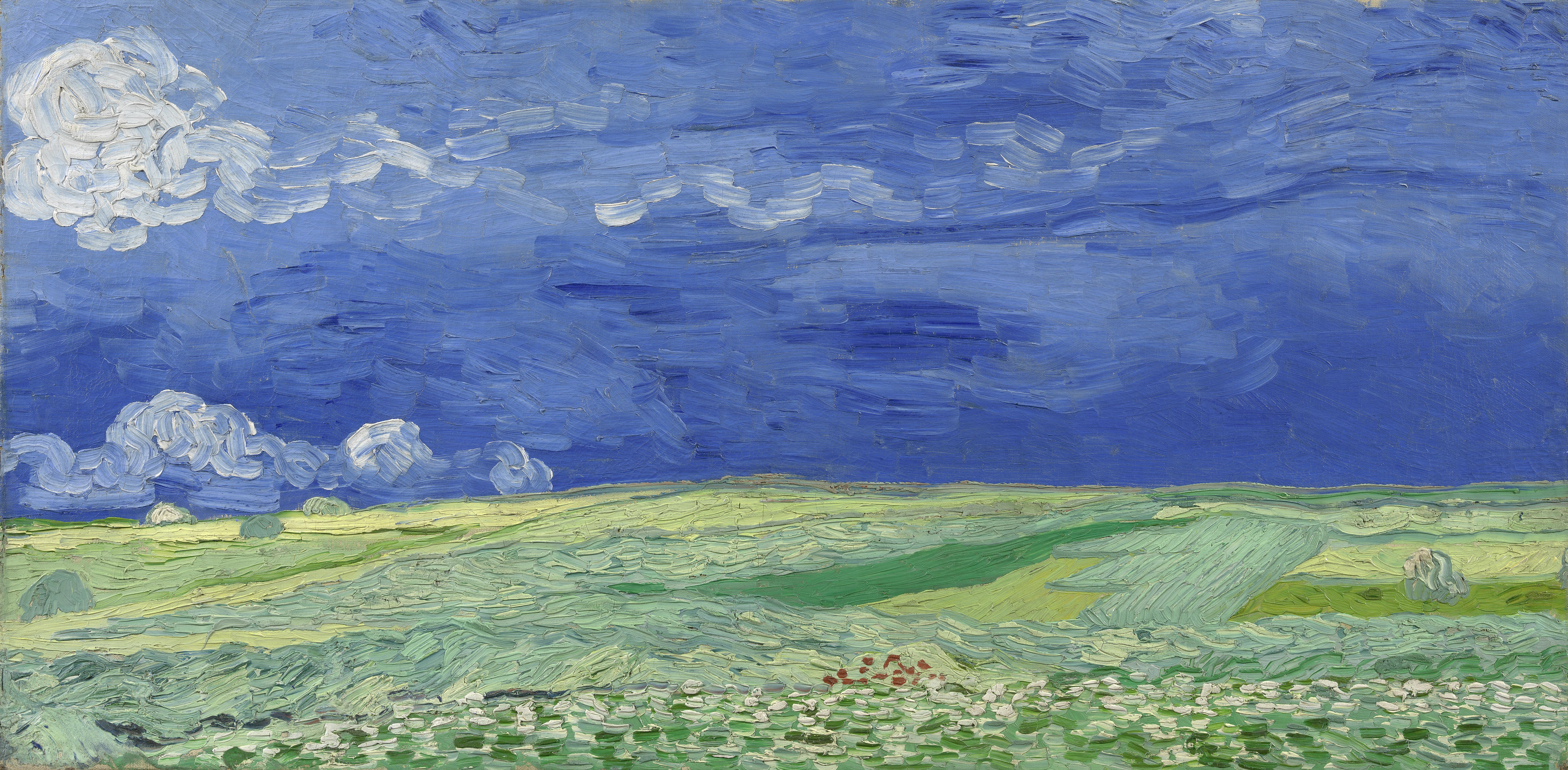
Vincent van Gogh: Feld unter Sturmhimmel
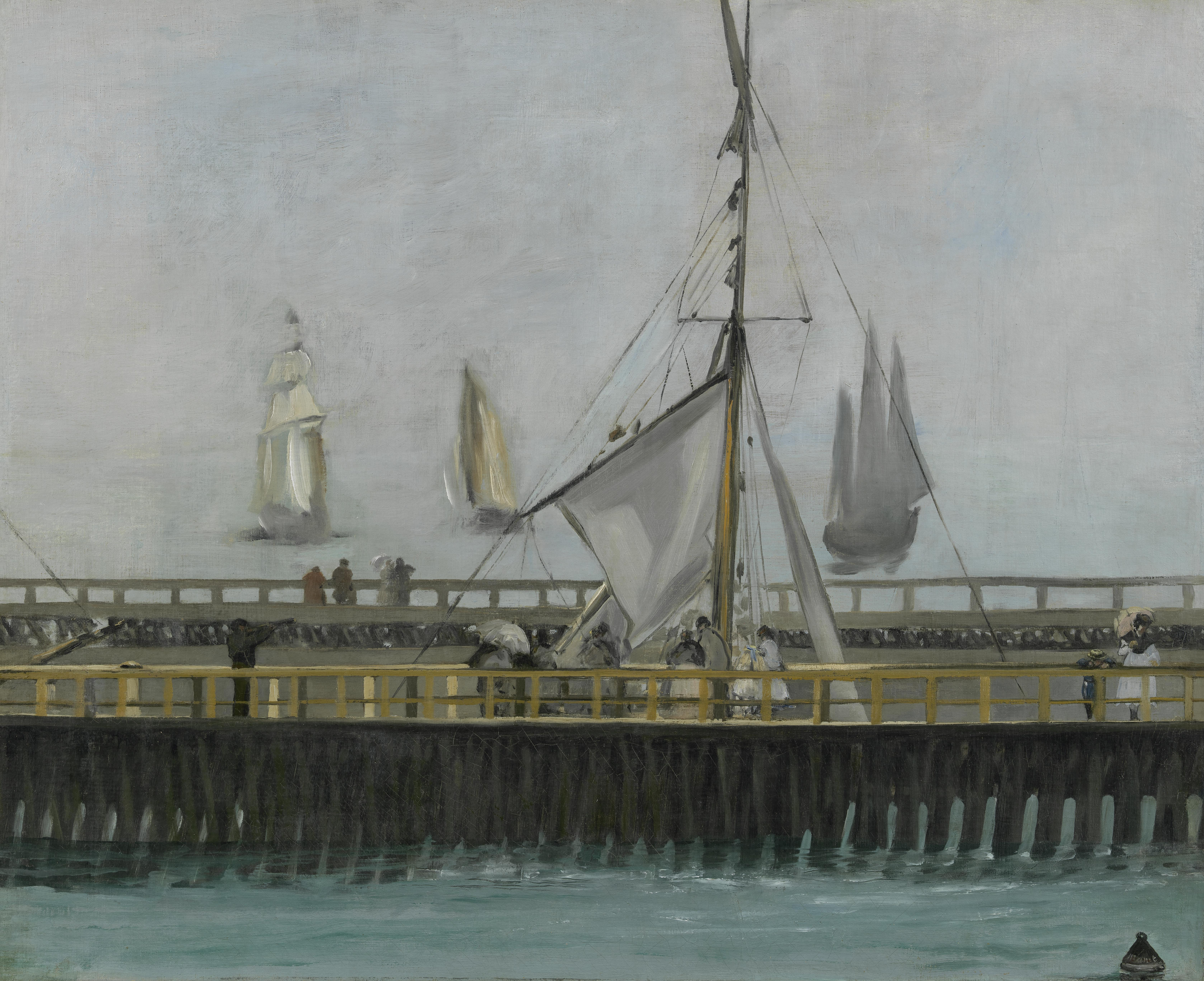
Édouard Manet: Die Hafenmole von Boulogne
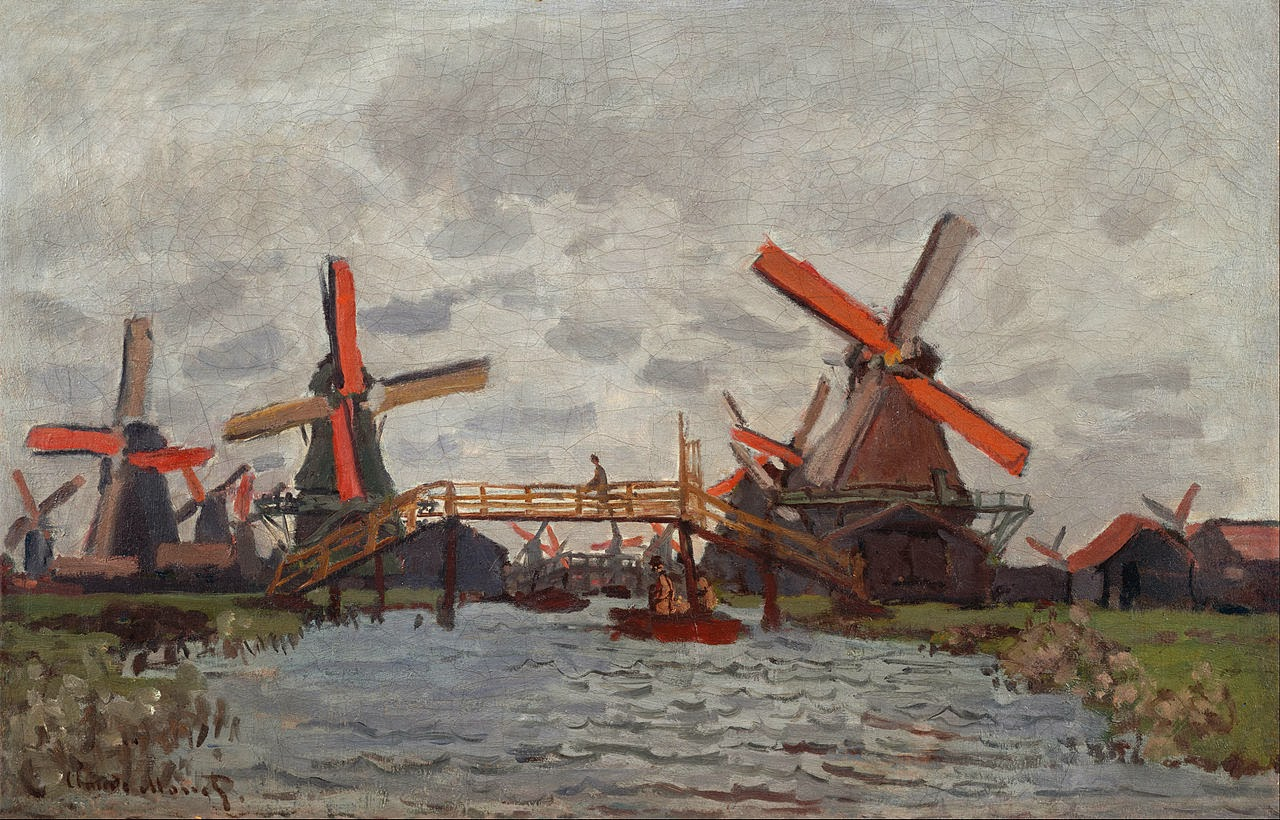
Claude Monet: Windmühlen in der Nähe von Zaandam
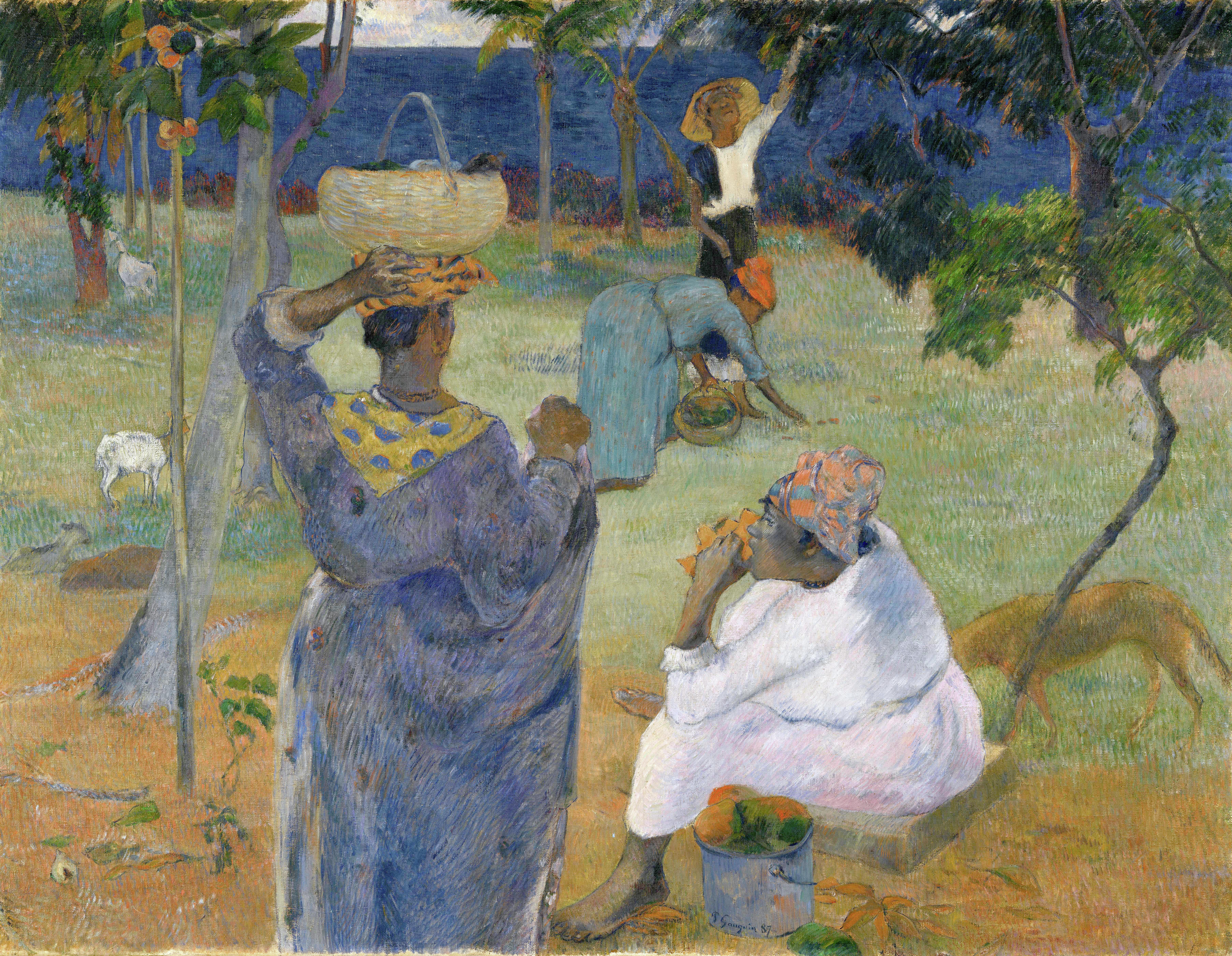
Paul Gauguin: Mangofrüchte
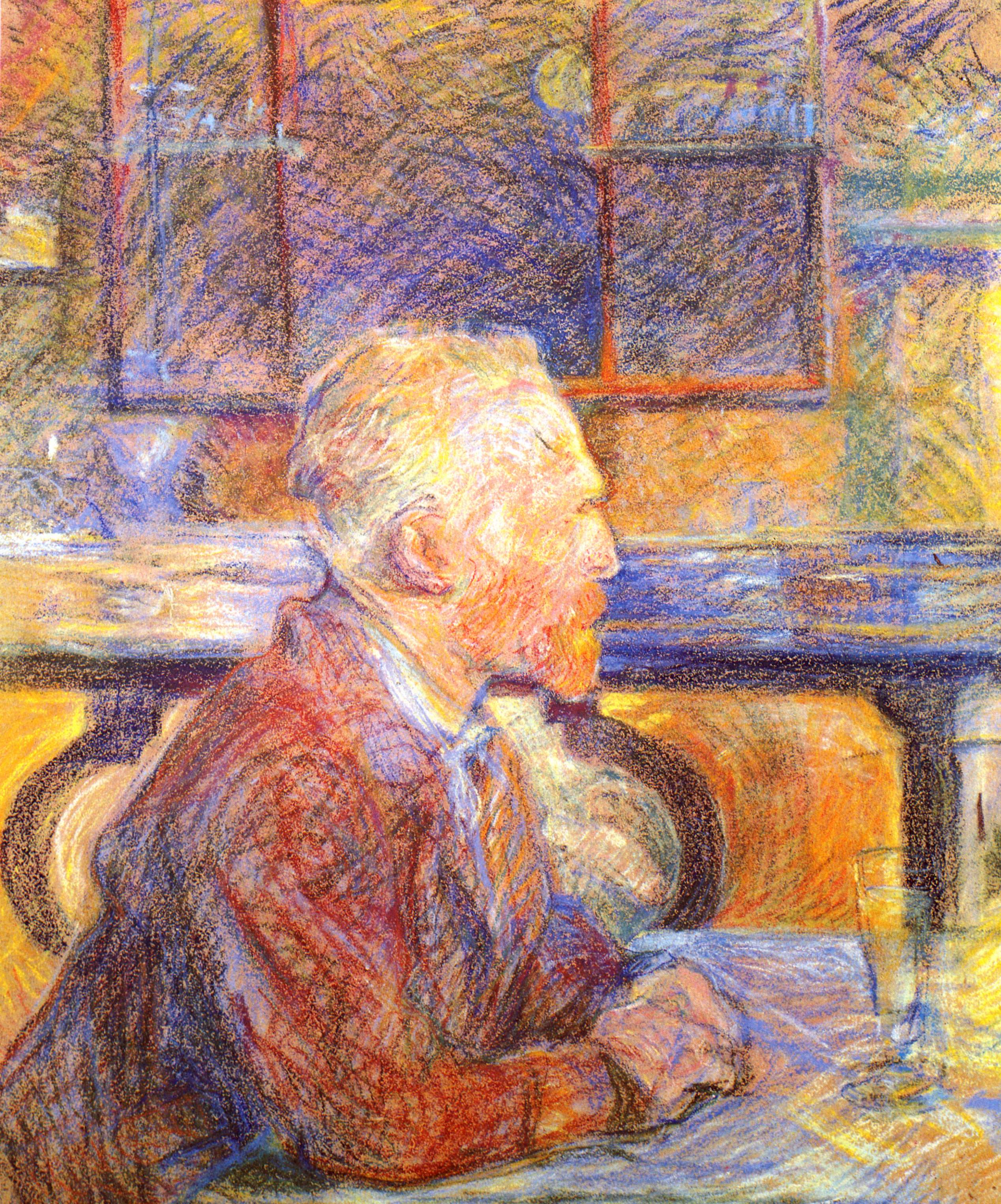
Toulouse-Lautrec: Porträt Vincent van Gogh